# Saint-Prest
Saint-Prest és un municipi francès, situat al departament de l'Eure i Loir i a la regió de Centre – Vall del Loira. L'any 2007 tenia 2.130 habitants.

## Demografia

### Població
El 2007 la població de fet de Saint-Prest era de 2.130 persones. Hi havia 794 famílies, de les quals 127 eren unipersonals (61 homes vivint sols i 66 dones vivint soles), 271 parelles sense fills, 351 parelles amb fills i 45 famílies monoparentals amb fills.
La població ha evolucionat segons el següent gràfic:
Habitants censats

### Habitatges
El 2007 hi havia 877 habitatges, 801 eren l'habitatge principal de la família, 51 eren segones residències i 25 estaven desocupats. 864 eren cases i 8 eren apartaments. Dels 801 habitatges principals, 729 estaven ocupats pels seus propietaris, 54 estaven llogats i ocupats pels llogaters i 19 estaven cedits a títol gratuït; 3 tenien una cambra, 20 en tenien dues, 72 en tenien tres, 189 en tenien quatre i 516 en tenien cinc o més. 644 habitatges disposaven pel capbaix d'una plaça de pàrquing. A 311 habitatges hi havia un automòbil i a 442 n'hi havia dos o més.

### Piràmide de població
La piràmide de població per edats i sexe el 2009 era:
| Homes | Edats   | Dones |
| ----- | ------- | ----- |
| 0     | 95 o +  | 0     |
| 0     | 90 a 94 | 8     |
| 12    | 85 a 89 | 36    |
| 8     | 80 a 84 | 4     |
| 24    | 75 a 79 | 28    |
| 32    | 70 a 74 | 48    |
| 24    | 65 a 69 | 44    |
| 48    | 60 a 64 | 40    |
| 56    | 55 a 59 | 52    |
| 136   | 50 a 54 | 124   |
| 92    | 45 a 49 | 80    |
| 104   | 40 a 44 | 96    |
| 104   | 35 a 39 | 96    |
| 48    | 30 a 34 | 76    |
| 60    | 25 a 29 | 48    |
| 44    | 20 a 24 | 48    |
| 112   | 15 a 19 | 80    |
| 100   | 10 a 14 | 108   |
| 92    | 5 a 9   | 52    |
| 68    | 0 a 4   | 60    |

## Economia
El 2007 la població en edat de treballar era de 1.444 persones, 1.038 eren actives i 406 eren inactives. De les 1.038 persones actives 973 estaven ocupades (524 homes i 449 dones) i 66 estaven aturades (35 homes i 31 dones). De les 406 persones inactives 134 estaven jubilades, 165 estaven estudiant i 107 estaven classificades com a «altres inactius».

### Ingressos
El 2009 a Saint-Prest hi havia 799 unitats fiscals que integraven 2.224,5 persones, la mediana anual d'ingressos fiscals per persona era de 24.545 €.

### Activitats econòmiques
Dels 93 establiments que hi havia el 2007, 1 era d'una empresa alimentària, 2 d'empreses de fabricació de material elèctric, 10 d'empreses de fabricació d'altres productes industrials, 15 d'empreses de construcció, 16 d'empreses de comerç i reparació d'automòbils, 5 d'empreses de transport, 4 d'empreses d'hostatgeria i restauració, 2 d'empreses d'informació i comunicació, 2 d'empreses financeres, 6 d'empreses immobiliàries, 11 d'empreses de serveis, 15 d'entitats de l'administració pública i 4 d'empreses classificades com a «altres activitats de serveis».
Dels 22 establiments de servei als particulars que hi havia el 2009, 1 era una oficina de correu, 2 tallers de reparació d'automòbils i de material agrícola, 1 taller d'inspecció tècnica de vehicles, 2 paletes, 3 guixaires pintors, 4 fusteries, 5 lampisteries, 2 perruqueries, 1 restaurant i 1 agència immobiliària.
Dels 3 establiments comercials que hi havia el 2009, 1 era una botiga de més de 120 m², 1 una botiga de menys de 120 m² i 1 una fleca.
L'any 2000 a Saint-Prest hi havia 11 explotacions agrícoles que ocupaven un total de 637 hectàrees.

## Equipaments sanitaris i escolars
L'únic equipament sanitari que hi havia el 2009 era una farmàcia.
El 2009 hi havia 1 escola maternal i 1 escola elemental. Saint-Prest disposava d'un col·legi d'educació secundària amb 510 alumnes.

## Poblacions més properes
El següent diagrama mostra les poblacions més properes.